# ГЕС Zhǎngshā-Xiāngjiāng
ГЕС Zhǎngshā-Xiāngjiāng (长沙湘江航电枢纽工程) — гідроелектростанція у центральній частині Китаю в провінції Хунань. Знаходячись після ГЕС Zhūzhōu, становить нижній ступінь складу каскаду на річці Сянцзян, яка впадає до розташованого на правобережжі Янцзи великого озера Дунтін.
В межах проекту річку перекрили бетонною греблею довжиною 1907 метрів, яка утримує водосховище з об'ємом 675 млн м3 та нормальним рівнем поверхні на позначці 29,7 метра НРМ. У складі комплексу облаштували два паралельні судноплавні шлюзи із розмірами камери 280х34 метра.
Інтегрований у греблю машинний зал станції обладнали шістьома бульбовими турбінами потужністю по 9,5 МВт, котрі використовують напір у 7,7 метра (мінімальний напір складає при цьому лише 1,5 метра) та забезпечують виробництво 232 млн кВт-год електроенергії на рік.